# Karl Kreil

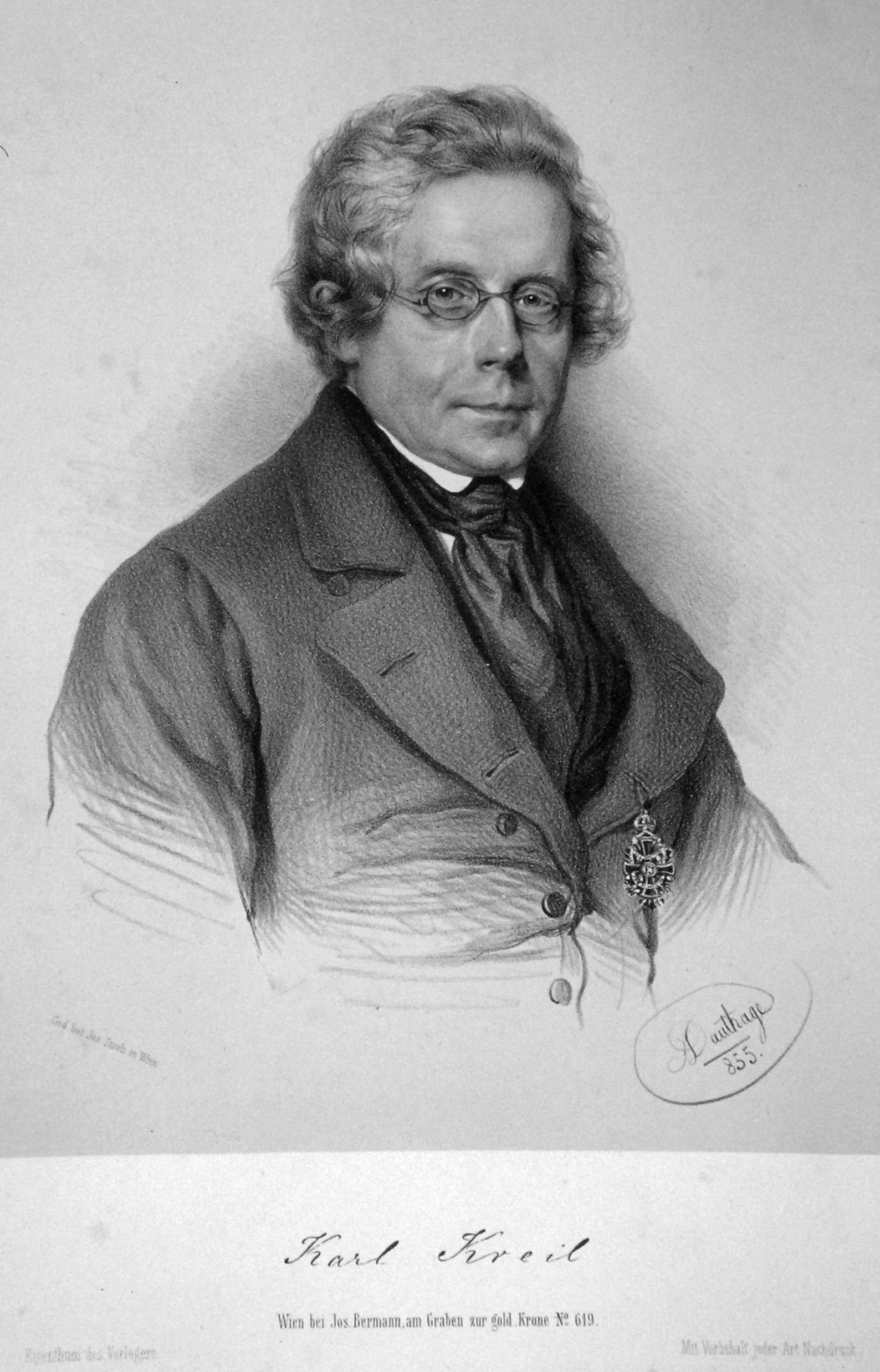
Karl Kreil, Lithographie von Adolf Dauthage, 1855

Karl Kreil (* 4. November 1798 in Ried im Innkreis in Oberösterreich; † 21. Dezember 1862 in Wien) war ein österreichischer Astronom und Meteorologe.
Kreil studierte zunächst an der Universität Wien Rechtswissenschaft und Astronomie und war dann zwischen 1826 und 1830 Assistent an der Sternwarte Mailand. 1838 war er Adjunkt und seit 1845 Direktor der Sternwarte des Prager Clementinums.
Im Juli 1851 wurde Kreil als Direktor der von ihm zu errichtenden Centralanstalt für Meteorologie und Erdmagnetismus nach Wien berufen. Zugleich wurde er zum ordentlichen Universitätsprofessor für Physik an der Universität Wien ernannt. Kreil führte insbesondere Untersuchungen zum Erdmagnetfeld aus, deren Ergebnisse er meist in Fachzeitschriften publizierte. Seine Beobachtungen über die Kometen veröffentlichte er unter anderem in den Cenni storici e teoretici sulle comete (Mailand 1832), Beobachtungen über den großen Kometen von 1843 (Prag 1843) und Über die Natur und Bewegung der Kometen (Prag 1843). Außerdem veröffentlichte er Schriften über den Einfluss des Mondes auf die Erde. Kreil stand mit Carl Friedrich Gauß in intensiver Korrespondenz.
Karl Kreil starb am 21. Dezember 1862 in Wien. Sein Nachlass wird an der Universität Wien verwahrt.
1841 wurde Kreil zum korrespondierenden Mitglied der Göttinger Akademie der Wissenschaften gewählt.
Im Jahr 1905 wurde in Wien-Döbling (19. Bezirk) der Kreilplatz nach ihm benannt, am 9. März 2001 der Asteroid (6597) Kreil.